# Marathon de Fukuoka
Le Marathon de Fukuoka ou Championnat Marathon international de Fukuoka (japonais : 福岡国際マラソン選手権大会, Fukuoka kokusai marason senshuken taikai) est une épreuve de course à pied de 42,195 km organisée annuellement depuis 1947, réservée aux hommes, qui se déroule dans la ville de Fukuoka au Japon le premier dimanche de décembre.

## Palmarès

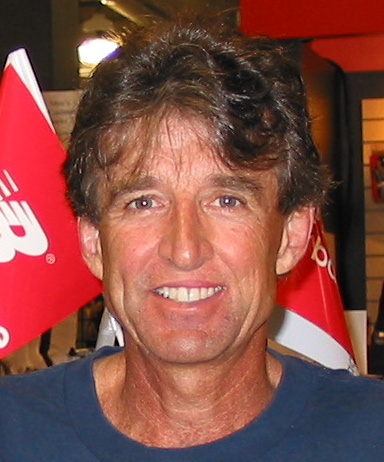
L'Américain Frank Shorter remporte le Marathon de Fukuoka quatre fois d'affilée (éditions 1971 à 1974)

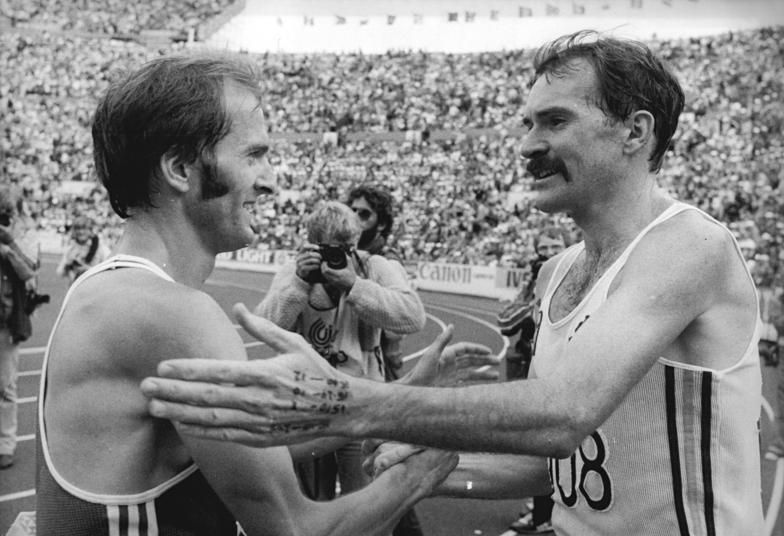
L'Australien Robert de Castella (à droite) bat le record du monde lors de l'édition 1981

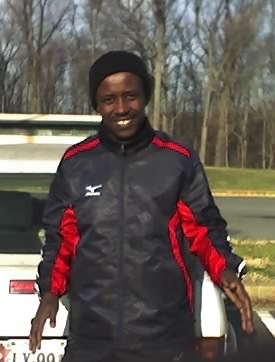
L'Éthiopien Gezahegne Abera, trois fois vainqueur de la course

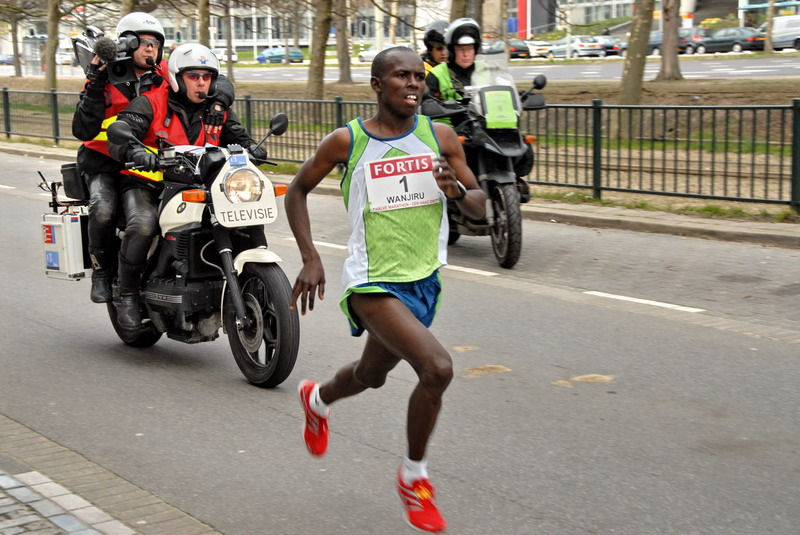
Le Kényan Samuel Wanjiru remporte la course en 2007

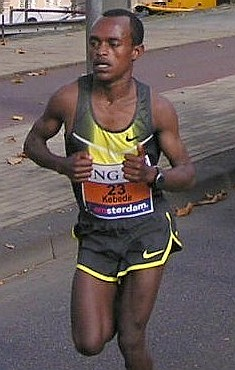
L'Éthiopien Tsegaye Kebede détient le record de la course établi en 2009

| Date | Athlète                 | Temps             |
| ---- | ----------------------- | ----------------- |
| 2024 | Yuya Yoshida            | 2 h 05 min 16 s   |
| 2023 | Michael Githae          | 2 h 07 min 08 s   |
| 2022 | Maru Teferi             | 2 h 06 min 43 s   |
| 2021 | Michael Githae          | 2 h 07 min 51 s   |
| 2020 | Yuya Yoshida            | 2 h 07 min 05 s   |
| 2019 | Taku Fujimoto           | 2 h 09 min 36 s   |
| 2018 | Yuma Hattori            | 2 h 07 min 27 s   |
| 2017 | Sondre Nordstad Moen    | 2 h 05 min 48 s   |
| 2016 | Yemane Tsegay           | 2 h 08 min 48 s   |
| 2015 | Patrick Makau           | 2 h 08 min 18 s   |
| 2014 | Patrick Makau           | 2 h 08 min 22 s   |
| 2013 | Martin Mathathi         | 2 h 07 min 16 s   |
| 2012 | Joseph Gitau            | 2 h 06 min 58 s   |
| 2011 | Josephat Ndambiri (en)  | 2 h 07 min 37 s   |
| 2010 | Jaouad Gharib           | 2 h 08 min 24 s   |
| 2009 | Tsegay Kebede           | 2 h 05 min 18 s   |
| 2008 | Tsegay Kebede           | 2 h 06 min 10 s   |
| 2007 | Samuel Kamau Wanjiru    | 2 h 06 min 39 s   |
| 2006 | Haile Gebrselassie      | 2 h 06 min 52 s   |
| 2005 | Dmytro Baranowskyj      | 2 h 08 min 29 s   |
| 2004 | Tsuyoshi Ogata          | 2 h 09 min 10 s   |
| 2003 | Tomoaki Kunichika       | 2 h 07 min 52 s   |
| 2002 | Gezahegne Abera         | 2 h 09 min 13 s   |
| 2001 | Gezahegne Abera         | 2 h 09 min 25 s   |
| 2000 | Atsushi Fujita          | 2 h 06 min 51 s   |
| 1999 | Gezahegne Abera         | 2 h 07 min 54 s   |
| 1998 | Jackson Kabiga          | 2 h 08 min 42 s   |
| 1997 | Josia Thugwane          | 2 h 07 min 28 s   |
| 1996 | Lee Bong-ju             | 2 h 10 min 48 s   |
| 1995 | Luíz Antônio dos Santos | 2 h 09 min 30 s   |
| 1994 | Boay Akonay             | 2 h 09 min 45 s   |
| 1993 | Dionicio Cerón          | 2 h 08 min 51 s   |
| 1992 | Tena Negere             | 2 h 09 min 04 s   |
| 1991 | Shūichi Morita          | 2 h 10 min 58 s   |
| 1990 | Belayneh Dinsamo        | 2 h 11 min 35 s   |
| 1989 | Manuel Matias           | 2 h 12 min 54 s   |
| 1988 | Toshihiro Shibutani     | 2 h 11 min 04 s   |
| 1987 | Takeyuki Nakayama       | 2 h 08 min 18 s   |
| 1986 | Juma Ikangaa            | 2 h 10 min 06 s   |
| 1985 | Hisatoshi Shintaku      | 2 h 09 min 51 s   |
| 1984 | Takeyuki Nakayama       | 2 h 10 min 00 s   |
| 1983 | Toshihiko Seko          | 2 h 08 min 52 s   |
| 1982 | Paul Ballinger          | 2 h 10 min 15 s   |
| 1981 | Robert De Castella      | 2 h 08 min 18 s   |
| 1980 | Toshihiko Seko          | 2 h 09 min 45 s   |
| 1979 | Toshihiko Seko          | 2 h 10 min 35 s   |
| 1978 | Toshihiko Seko          | 2 h 10 min 21 s 0 |
| 1977 | Bill Rodgers            | 2 h 10 min 55 s 3 |
| 1976 | Jerome Drayton          | 2 h 12 min 35 s 0 |
| 1975 | Jerome Drayton          | 2 h 10 min 08 s 4 |
| 1974 | Frank Shorter           | 2 h 11 min 31 s 2 |
| 1973 | Frank Shorter           | 2 h 11 min 45 s 0 |
| 1972 | Frank Shorter           | 2 h 10 min 30 s 0 |
| 1971 | Frank Shorter           | 2 h 12 min 50 s 4 |
| 1970 | Akio Usami              | 2 h 10 min 37 s 8 |
| 1969 | Jerome Drayton          | 2 h 11 min 12 s 8 |
| 1968 | Bill Adcocks            | 2 h 10 min 47 s 8 |
| 1967 | Derek Clayton           | 2 h 09 min 36 s 4 |
| 1966 | Mike Ryan               | 2 h 14 min 04 s 6 |
| 1965 | Hidekuni Hiroshima      | 2 h 18 min 35 s 8 |
| 1964 | Toru Terasawa           | 2 h 14 min 48 s 2 |
| 1963 | Jeff Julian             | 2 h 18 min 00 s 6 |
| 1962 | Toru Terasawa           | 2 h 16 min 18 s 4 |
| 1961 | Pavel Kantorek          | 2 h 22 min 05 s   |
| 1960 | Barry Magee             | 2 h 19 min 04 s   |
| 1959 | Kurao Hiroshima         | 2 h 29 min 34 s   |
| 1958 | Nobuyoshi Sadanaga      | 2 h 24 min 01 s   |
| 1957 | Kurao Hiroshima         | 2 h 21 min 40 s   |
| 1956 | Keizō Yamada            | 2 h 25 min 15 s   |
| 1955 | Veikko Karvonen         | 2 h 23 min 16 s   |
| 1954 | Reinaldo Gorno          | 2 h 24 min 55 s   |
| 1953 | Hideo Hamamura          | 2 h 27 min 26 s   |
| 1952 | Katsuo Nishida          | 2 h 27 min 59 s   |
| 1951 | Hiromi Haigō            | 2 h 30 min 13 s   |
| 1950 | Shunji Koyanagi         | 2 h 30 min 47 s   |
| 1949 | Shinzō Koga             | 2 h 40 min 26 s   |
| 1948 | Saburō Yamada           | 2 h 37 min 25 s   |
| 1947 | Toshikazu Wada          | 2 h 45 min 45 s   |

## Sources
- (en) Cet article est partiellement ou en totalité issu de l’article de Wikipédia en anglais intitulé « Fukuoka Marathon » (voir la liste des auteurs).